# Cité de Refuge
La Cité de Refuge est un immeuble situé au 12 rue Cantagrel, dans le 13e arrondissement de Paris, en France.
Depuis sa construction en 1933, c'est un établissement de l'Armée du salut destiné à l'accueil, à l'hébergement et à la réinsertion sociale.

## Histoire

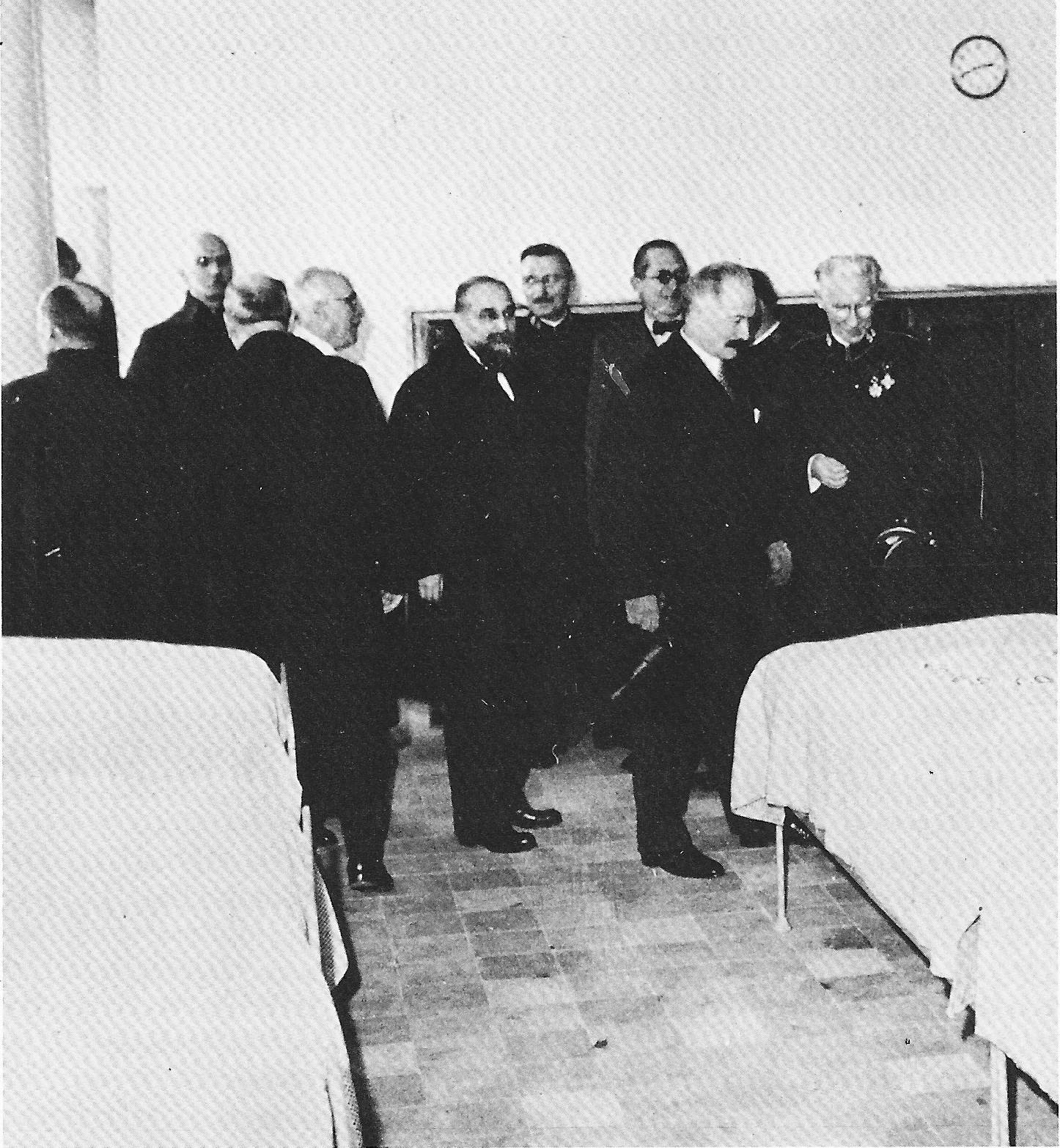
Albin Peyron (à droite) en compagnie du président de la République Albert Lebrun (2e à droite) et de l'architecte Le Corbusier (3e à droite) en 1933 lors de l'inauguration de la « Cité de Refuge », au 12 rue Cantagrel, à Paris.

Edifice destiné à abriter les services généraux sociaux de l'Armée du salut et un centre d'hébergement pour 500 personnes nécessiteuses.
Il est construit à partir de 1930, à l'initiative d'Albin Peyron par Le Corbusier et son cousin Pierre Jeanneret, et inauguré par le Président Albert Lebrun le 7 décembre 1933 sous le nom de "Refuge Singer-Polignac", en hommage à la princesse Edmond de Polignac, née Singer, bienfaitrice de l’œuvre et qui avait imposé l'architecte.  
Premier bâtiment important de Le Corbusier à Paris, il exprime ses idées en matière d'habitat social. Sur l'ossature dalles-poteaux en béton armé, la façade sud présente un mur rideau de verre de mille mètres carrés. En 1952, la défaillance du système de climatisation du bâtiment entraîne le remplacement de la façade par des baies ouvrantes, placées derrière un jeu de brise-soleil polychromes. Entre 2011 et 2016, le bâtiment subit une importante restauration.  
Le site fait l’objet d’une inscription au titre des monuments historiques depuis le 15 janvier 1975.
Les éléments protégés comprennent les escaliers, le vestibule, le décor intérieur et l'élévation.

## Description
Destiné au logement et à la restauration des plus démunis, le bâtiment comprend à sa création un dispensaire, une crèche, une blanchisserie ou encore en entrepôt de vêtements et d'objets d'occasion. Séparant les femmes et les hommes, il fonctionne avec de l'air conditionné, afin de diminuer les coûts du chauffage et d'assainir l'atmosphère, un principe qui se révéla pourtant inefficace à l'époque.
Des visites sont d'ailleurs organisées régulièrement, avec, pour guides, des résidents de la structure formés à ce rôle par des architectes (inscriptions à faire préalablement)

## Lieu de tournage
La Cité de Refuge est utilisée régulièrement lors de tournages de films ou de séries télévisées, comme dans la saison 3 de Baron noir, où elle sert de décor au siège de campagne de Debout le Peuple.